# De quoi tu te mêles, Daniela !
Pour plus de détails, voir Fiche technique et Distribution.
De quoi tu te mêles, Daniela ! est un film d'espionnage franco-allemand réalisé par Max Pécas et sorti en 1961

## Synopsis
Daniela, mannequin international est appelée en urgence à Rome pour remplacer une collègue mystérieusement assassinée. Elle ne tarde pas à se rendre compte que la maison de mode dirigée par le comte Castellani avec laquelle elle est en contrat, est en fait une couverture dissimulant des activités de contrebande et d'espionnage. Lorsque Esmerelda, la maîtresse de Castellani est assassinée en marge d'une réception mondaine, Daniela se trouve mêlée bien malgré elle à une guerre entre agents secrets dans laquelle elle a du mal à démêler les intentions des uns et des autres.

## Fiche technique
- Titre français : De quoi tu te mêles, Daniela !
- Titre allemand : Zarte Haut in schwarzer Seide
- Titre alternatif : Daniela, Criminal Strip-Tease
- Réalisation : Max Pécas
- Scénario : Grisha Dabat, Wolfgang Steinhardt d'après le roman de Walter Ebert
- Producteur : René Thévenet
- Musique : Charles Aznavour et Georges Garvarentz
- Photographie : André Germain
- Dates de sortie :
  - Allemagne de l'Ouest : 28 avril 1961
  - France : 6 août 1961
  - Durée : 90 minutes
  - Couleur : Noir et blanc

## Distribution
- Elke Sommer : Daniela
- Ivan Desny : le comte Castellani
- Danik Patisson : Claudine (comme Danick Patisson)
- Helmut Schmid (VF : Roger Rudel) : Karl Bauer
- René Dary : Lanzac
- Claire Maurier : Esmerelda
- Brigitte Banz : un mannequin
- Sandrine : un mannequin
- Françoise Alban
- Jean-Louis Boucher
- Albert Dinan
- André Dumas
- Paulette Frantz
- Romana Rombach
- Richard Saint-Bris
- Pierre Sylvere
- Roger Trécan
- Robert Blome

## Autour du film
- La version diffusée aux États-Unis a été amputée de ses scènes de nudité et ne dure que 83 minutes.
- La chanson du film Daniela interprétée par Les Chaussettes noires fut un énorme succès, enregistrant une vente de 800 000 disques.
- Le film est sorti en DVD chez René Chateau Vidéo en 2009.